# Satyra na leniwych chłopów

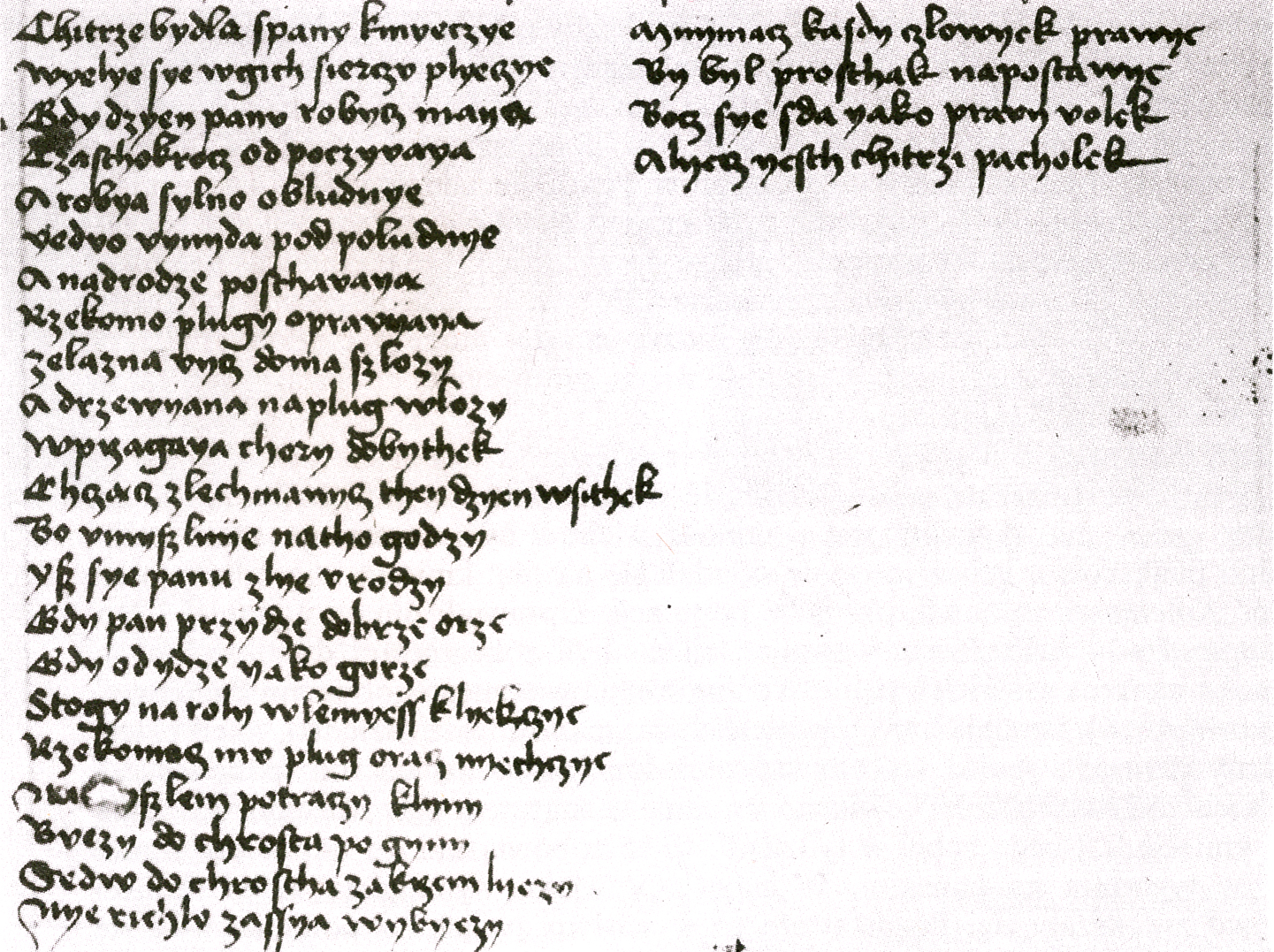
Rękopis Satyry

Satyra na leniwych chłopów (inc. Chytrze bydlą z pany kmiecie) – anonimowy polski utwór wierszowany, powstały około 1483 roku, należący do kręgu tzw. satyry stanowej.

## Tytuł
Anonimowy autor nie zatytułował swojego wiersza; Satyra na leniwych chłopów to błędny tytuł nadany przez jego pierwszych wydawców – Józefa Szujskiego i Władysława Nehringa. Według współczesnych historyków literatury powinien brzmieć: Satyra na chytrych kmieciów, ponieważ słowo "chłop" w XV wieku miało znaczenie obraźliwe i mogło zostać użyte wobec przedstawiciela każdej warstwy społecznej (zob. Pieśń o zabiciu Andrzeja Tęczyńskiego). Ponadto rzeczywistym tematem utworu nie jest lenistwo kmieci, ale ich przebiegłość: sabotują bowiem obowiązkową pracę wykonywaną na rzecz pana w ramach pańszczyzny.

## Budowa
Utwór składa się z 26 wersów, przeważnie 8-zgłoskowych (z nielicznymi odstępstwami), rymowanych parzyście i ściśle. Zawiera niewiele środków poetyckich: dominują epitety i język potoczny. Stosowany przez kmieci sabotaż polega na późnym wychodzeniu w pole, używaniu gorszych i psujących się narzędzi, zaprzęganiu chorego bydła i ogólnym wykonywaniu pracy w sposób lekceważący i niespieszny.

## Kontekst historyczny i społeczny
Kmiecie stanowili w XV wieku około 80% polskiej wsi (pozostali to zagrodnicy i bezrolni). Dzierżawili od feudała przeważnie 1 łan ziemi (ok. 16-17 hektarów), płacąc w zamian roczny czynsz i wykonując określone prace na roli przez kilka dni w roku. Z czasem liczba obciążeń pańszczyźnianych była zwiększana. Konflikty pomiędzy kmieciami i feudałami były rozstrzygane przez sąd, jednak w praktyce przeważnie orzekano na niekorzyść niższego stanu. Kmiecie woleli sabotować pracę pańszczyźnianą, niż ją rzetelnie wykonywać. Właściciele ziemscy zdawali sobie z tego sprawę, nazywając kmieci "chytrymi" czy "przebiegłymi".
Zachowały się średniowieczne utwory pisane w języku łacińskim, które przekazują taki obraz kmieci, np. Frowinusa Antigameratus czy poemat Mikołaja Olocha De hiis quae sunt in mundo (O występkach, które się panoszą na świecie). Z kolei w XV-wiecznym zbiorze kazań Sermones de tempore, przypisywanym Piotrowi z Miłosławia, znalazł się następujący fragment:

Kiedy mają oddawać dziesięcinę, wtedy pokazują zboże spasione przez wieprze, świnie i bydło, mówiąc: Szlachetny panie, przecież jestem człowiekiem prostodusznym. Sam wam pokażę, gdzie mam lepsze zboże. (...) – i pokazuje tam, gdzie wie, że jest gorsze zboże (...). I to samo jest z pięciokrotną do roku ofiarą (...)

Dzięki zachowanym dokumentom sądowym z 1421 roku znana jest historia konfliktu pomiędzy klasztorem w Oleśnicy a kmieciami, którzy zalegali z pracami na rzecz zakonu.
Aleksander Brückner odnalazł w Petersburgu rękopis z około 1600 roku zawierający m.in. utwór Opisanie przechernej i sztucznej natury chłopskiej przeciwko panom swoim. Zawierał listę przewinień chłopskiej warstwy społecznej, jego anonimowy autor prawdopodobnie wzorował się na Satyrze na chytrych kmieciów.

## Publikacje
Wiersz został dopisany do kodeksu zawierającego słownik łaciński. Po raz pierwszy opublikował go Józef Szujski w artykule Trzy zabytki języka polskiego XIV i XV wieku (Rozprawy AU, Wydział Filologiczny, tom I, 1874). Obecnie manuskrypt przechowywany jest w Bibliotece Kapitulnej w Krakowie (sygn. 233).